# 부아세
부아세(프랑스어: Boissey)는 프랑스 동부 오베르뉴론알프 앵주에 있는 코뮌이다.

## 문화
라야트 마을에는 옛 농장이 있는데, 1936년 9월 21일 역사문화재로 지정되었다.
2014년에는 꽃의 마을·도시 대회 (Concours des villes et villages fleuris)에서 '플뢰르' 등급을 수상했다.

## 인구
| 연도 | 인구 | ±%    |
| ---- | ---- | ----- |
| 2005 | 221  | —     |
| 2006 | 222  | +0.5% |
| 2007 | 225  | +1.4% |
| 2008 | 246  | +9.3% |
| 2009 | 267  | +8.5% |
| 2010 | 288  | +7.9% |
| 2011 | 292  | +1.4% |
| 2012 | 300  | +2.7% |
| 2013 | 314  | +4.7% |
| 2014 | 323  | +2.9% |
| 2015 | 331  | +2.5% |
| 2016 | 338  | +2.1% |

## 같이 보기
- 앵 주의 코뮌 목록